# 독일의 이민정책
독일의 이민정책에 대해 설명한다.

## 독일거주 외국인 현황
독일은 이미 19세기에 산업화에 따라 많은 농촌 인구들이 도시와 미국으로 이주함으로써 노동력이 부족하게 되어 주로 농업부문에 계절마다 이탈리아, 폴란드로부터 노동력을 불러들였다. 제1차 세계대전과 나치시대에는 외국인 노동력을 강제 징용하여 전쟁 산업에 투입하였으며, 나치 시대 때 강제 징용된 외국인 노동자에 대한 배상문제는 아직도 해결되지 않고 있다. 제2차 세계대전 이후 50년대에 고도의 경제성장과 함께 산업부문에 노동력이 부족하여 1955년부터 인접국가로부터 노동력을 소위 '손님노동자'라는 이름으로 불러들였다. 이 손님노동자들은 단기간 내 목돈 마련이 용이하지 않아 점차 정착하게 되었다. 따라서, 2년마다 새로운 노동력을 불러들인다는 처음의 'Rotation 원칙'은 실용성이 없어 곧 포기하게 되었다. 스위스 작가 Max Frisch의 말처럼 노동력을 불렀으나 인간이 온 것이다. 독일에는 약 7백34만 명의 외국인이 살고 있다. 전체 국민의 약 9%가 외국인인 셈이다. 독일의 인구는 계속 감소하고 있으며, 새로 태어나는 아이들의 10 - 15%가 외국인이다. 전 외국인의 약 15%는 정치망명이나 내란, 전쟁 등에 의한 피난민이며 이들 중 약 20%는 독일 국가로부터 피난민이라는 인정을 받고 있다. 공식적으로 인정받은 피난민은 독일 국가 내에서 자유스럽게 움직일 수 있으며, 직업을 가질 수 있다. 대부분의 외국인은 큰 도시에 집중해서 거주하고 있다. 프랑크푸르트 경우에는 시민의 30% 이상이, 뮌헨, 슈투트가르트, 쾰른은 20% 이상이 외국인이다

## 이민자의 정치 참여 상황
유럽공동체국가에 속하는 외국인은(전체 외국인의 약 25%) 1995년부터 지역의회(시, 구)와 유럽의회선거에 피선거권과 선거권이 있다. 그러나 유럽공동체에 속하지 않는 외국인은 선거권이 전혀 없다. 그들은 동등한 납세의무를 지고 있으면서도 자신들의 생활을 결정하는 구가정치에 영향을 끼칠 수 있는 방법이 없는 것이다. 따라서, 그들과 독일사회 정치와의 동질성은 자연히 약할 수밖에 없다. 대부분 외국인들은 독일 정처문제에 관심이 적고, 오히려 자기들의 고향인 고국의 정치에 더 관심이 많다. 이런 주∙객관적 이유로 이민자의 정치의 참여가 약하므로, 그들의 열악한 상황의 개선은 더 힘들다. 한 설문조사에 의하면, 외국인 응답자의 78.7%가 사민당(SPD)을, 9.4%가 녹색당을, 그리고 8.2%가 보수당인 기민당(CDU)을 선호하고 있다.일부 외국인 노동자들은 노조에 가입하고 있어 그들의 권리 투쟁에 적극적으로 참여하고 있다. 특히, 금속노조에서 그들의 역할은 크다. 중앙노조에는 외국인 노동자를 위한 특별부서도 설치되어 있다. 그러나 노조 내에서도 외국인 노동자를 거부, 배척하는 분위기가 있다. 1999년 서부독일방송국(WDR)의 조사에 의하면, 노조회원의 11%가 선거 때 극우당을 뽑겠다고 대답했다. 다른 한편, 양심 있는 노조간부들은 계속 인종차별주의 퇴치캠페인을 벌이고 있다. 외국인은 참정권이 없으므로 시마다 외국인들이 직접 뽑은 대표들이 모이는 위원회(Ausl nderbeirat)가 있으며, 독일 전체에 약 450개가 된다. 이들은 주∙연방 단위로 연합체를 이루고 있다. 이 위원회는 결정권은 없고 단지 조언할 권한만 있으나 이민자들과 관계된 모든 문제에 정치적 발언을 하고, 홍보 작업에 적극적이다. 주에 따라선 2000명 이상의 외국인이 있는 도시는 의무적으로 이 위원회를 설치해야 한다.(예를 들면, 헤센주, 노르트라인-베스트팔렌주) 그러나 외국인들의 이 위원회 선거 참여율은 10-20%로 미미하고, 유럽공동체국가 외국인들은 참정권이 생겨 이 위원회의 역할은 점점 약해지고 있다.

## 이민자의 사회적 상황
독일은 복지사회원칙에 따라 모든 국민이 사회안전망의 보호를 받도록 노력하고 있다. 이민자들도 의료보험, 실업보험, 사회복지보조금(Sozialhilfe), 연금, 자녀들의 의무교육 등 사회복지의 기본혜택을 받고 있으며, 이민자들 또한 사회의 복지 유지에 큰 기여를 하고 있다. 즉, 독일 GNP의 약 10%는 외국인에 의해 창출되고, 독일 산업의 일정부문은 외국인 노동자에 의해 의존하고 있다.(음식업, 건설업, 병원, 양로원 등) 그러나 50년 가까운 이민생활에도 불구하고 여러 가지 구조적 문제로 인해 경제적, 사회적, 문화적으로 그들이 독일사회에 동화되어 동등한 위치에 있다고 할 수 없다. 대부분 이민자들은 단순노동자로서 낮은 교육수준을 갖고 있어 출발에서부터 한계를 갖고 있으며 고질적인 저 소득, 고 실업률(1998년: 19.8%, 독일 평균보다 약 2.5배가 높다), 자녀의 저능아 특수학교 고취학률 등 많은 문제들을 겪고 있다. 위의 여러 가지 원인으로 인해 악순환은 계속되고 가난이 세습되고 있다. 특히, 이민가족의 청소년 문제는 아주 심각하다. 독일에서 태어났음에도 가정교육이 불충분하여 독일어 구사가 완전치 않고, 고등교육기관 및 대학진학률이 매우 낮다. 그리고 외국인 학생들이 많이 다니는 학교의 경우에는 학생들 간의 갈등이 많다. 교회나 사회 복지 기관에는 이민자들의 이러한 어려운 사회상황을 개선하기 위한 특수한 사회서비스(Sozialdienst)가 있으며, 수많은 시민단체들도 정부(연방, 주, 시)로부터 경제적인 지원을 받아 다양하고 실질적인 도움을 주고 있다. 예를 들면,
- 법률상담
- 강간, 고문을 받은 자들의 의료, 심리적 치료
- 국제 결혼, 가족 상담
- 지역사회에서 인종차별주의, 극우파 반대 흥보 사업
- 독일, 이민 청소년들의 만남 주선(공동으로 스포츠, 음악, 서커스 연습 등)
- 이민자가족 보조정책(독일어 교육, 과외활동, 특수 직업훈련 등)
- 타 문화에 대한 이해 도모: 예를 들면, 상호 문호간의 배움, 반인종차별주의 훈련 등
- 독일인과 외국인들간의 갈등 및 폭력을 방지하고, 평화적이며, 우애적인 관계를 이루도록 교육한다

## 독일 연방정부의 이민자 동화정책
제 2차 세계대전 이후 이루어진 고도의 경제성장으로 노동력의 필요성이 대두되자 독일은 외국인 노동자들을 고용하였다. 한국 역시 1950년대에 '초청노동자' 형식으로 광부와 간호사를 파견하였고, 독일의 외국인 수는 꾸준히 증가하였다. 2004년 통계에 따르면 전체 외국인 수는 730만이고 이는 전체 총 인구의 9%를 차지하는 수치이다. 적지 않은 외국인들이 초청노동자, 이주인 혹은 난민의 형태로 독일에 정착하여 살면서 독일은 문화적 몸살을 앓고 있다. 현재 외국인 중 터키인의 비중이 28%로 가장 많고 두 번째로 많은 출신은 유럽연합으로 25%이다. 그러나 이탈리아인이나 스페인인, 그리스인은 독일에서의 사회-문화적 통합에 큰문제가 없는 데 비해 이슬람교를 신봉하는 터키인들은 독일인들에게 가장 통합하기 어려운 집단으로 인식되고 있다. 1990년부터 9년 동안 모두 16명의 외국인들이 극우파의 테러행위에 의해 살해되었고 외국인 적대 범죄도 증가하고 있다. 더군다나 9∙11 테러로 인해 평범한 무슬림조차 이슬람 근본주의와 연결되어 있을지 모른다는 두려움이 퍼지게 되었다. 이러한 일련의 상황들로 미루어 볼 때 앞으로 독일내의 사회 안정을 위해서는 이민자, 특히 터키계 외국인 노동자와 독일인 사이의 차이를 줄이는 것이 시급하다. 그러나 독일은 다른 유럽국가에 비해 혈통을 중시하는 민족 중심적인 경향을 갖고 있으며, 이민자들을 단지 손님으로 간주했다. 그래서 적극적인 이민정책보다는 이들을 타인으로 머무르게 하며 동화시키는 정책을 선택했다.

### 국적취득권 개혁
외국인이 독일사회에 동화하는 제일 빠른 지름길은 독일 국적을 취득하는 것이다. 독일 국적을 받으면, 독일 시민으로 인정되어 법적으로 동등한 대우를 받기 때문이다. 사민, 녹색당 정부는 이에 대한 큰 개혁을 추진하였으나 야당의 맹렬한 반대에 부딪혀 결국 다음과 같은 두 합의안으로 타결 지었다. 2000년 1월 1일부터 독일에서 태어나는 외국인 아동들은 부모 중 한쪽이 적어도 8년 이상을 독일에 합법거주를 하였고 무기한 체류허가나 영주권을 소유하고 있으면 자동적으로 독일인이 된다. 그런데 대부분 외국인 자녀들은 동시에 부모의 국적도 갖고 있다. 보수 야당은 '이중 국적 절대 반대' 캠페인을 열어 결국 다음과 같은 조건을 달게 되었다. 외국인 자녀들은 만 24세 전에 두 국적 중 하나를 선택해야만 한다. 즉, 부모의 국적을 취득하면 독일 국적을 잃어버리게 된다. 그리고 독일 국적을 선택하면, 다른 국적을 상실했다는 증거 서류를 제출해야 한다. 부모의 외국 국적의 포기가 여러 가지 이유로 불가능한 경우는 다국적 취득이 가능하다. 단, 만 22세 전까지 그에 상응하는 신청을 해야 한다. 독일에서 태어났으나 독일에서 성장하지 않은 외국인은 8년 동안 합법거주를 했으면 다음과 같은 조건 아래 독일국적 신청을 할 수 있다.
- 헌법 준수
- 지금까지 소유한 국적을 포기한 증거
- 충분한 독일어 구사
- 스스로 생활비를 조달할 수 있으며 실업자 연금이나 사회보조연금을 받지 않는다.
- 무범죄 경력
이로써, 혈통을 기본으로 했던(ius sanguis) 독일 국적법이 출생지역을 기본으로 하는(ius soli)법으로 바뀌었다. 몇 세대를 거쳐 외국인 취급을 받던 이민자들의 운명이 적어도 법적으로는 고쳐지게 된 것이다. 그러나 새 연합정부가 계획했던 다국적 소유는 특수한 경우를 제외하곤(가령, 국제결혼 가정의 자녀들) 불가능하게 되었다.
법 개혁 후에 독일 국적을 신청하는 외국인수는 점차 늘고 있으나 정보 부족과 고연령층의 원 국적 포기에 대한 심리적 갈등 등으로 예상보다는 많지 않다.

### 반차별대우법(Antidiskriminierungsgesetz) 제정
독일 국적을 취득해도 피부색과 문화가 다른 이민자들은 사회생활에서 많은 차별대우를 감수해야 한다. 가령, 택시운전기사로 일할 때, 식당이나 유흥장을 이용할 때, 주택을 구할 때, 은행이나 보험 거래 시 차별대우를 받고 있다. 또한, 아프리카 출신의 유명한 축구선수도 축구장에서 인종차별적 야유를 받기도 한다. 인종차별주의에 의한 이런 무시 및 차별대우는 현존하는 공법으로 다루어 질 수 없기 때문에 새 연합정부는 연정계약에 다음과 같은 취지로 반차별대우법을 계획하고 있다. '우리는 소수 그룹을 보호하고 그들을 사회에서 동등하게 인정받도록 할 것이다. 어느 누구도 신체장애, 출신민족, 피부색, 성적 지향(LGBT) 등으로 인해 무시를 받을 수 없다. '반차별대우법은 이미 양당의 원내에서 토론되고 있으나, 아직 국회에 법안으로 제안되지 않고 있다.

### 이민법 제정
독일은 컴퓨터 산업분야에 많은 전문가가 부족하여 2000년부터 외국에서 전문인들을 초대하기 시작했다. 그리고 독일 내 이민자 수의 증가는 앞으로 불가피하다. 그 이유로는:
- 독일의 출생률은 전문가들의 예상에 따르면 2040년까지 계속 감소할 것이라 한다. 이에 따른 노동력 결핍은 외국인 노동력 수입으로도 충당하기 힘들 정도라 한다.
- 유럽공동체는 앞으로 10개의 동유럽국가와 사이프러스를 유럽공동체에 받아들이기로 했다. 이 국가들은 독일과 연계되어 있으며 경제적으로 열악한 상황으로 인해 독일로의 이주 가능성이 높다.
- 급속한 세계화에 따라 자본, 통화, 물자 시장이 국제적으로 열리게 되고 국가간의 경계를 넘어 정보 및 지식의 교환이 이루어지고 있다. 또한, 점점 커지는 국가간의 빈부 차이, 경쟁, 환경파괴에 따른 피난민의 증가로(유엔통계에 따르면 전 세계에서 약 3천만 명이라고 한다.) 세계적으로 이민자들이 움직이고 있다.
이렇게 앞으로 닥칠 이민 상황에 대해 특히 녹색당은 과거 50년대의 잘못을 반복하지 않고 체계적이고, 합리적으로 준비하여 대처하기 위해 이민법을 만들자는 제안을 하고 있다. 누구한테 무엇을 기준으로 이민허가를 줄 것인가, 그에 따른 이들 이민자들을 위한 독일사회에 동화정책, 즉 독일어 교육, 주택, 유치원, 학교 등 제반 문제 해결을 위한 준비사업이 중요한 현안으로 거론되고 있다. 기업들은 이에 동의하고 있으나 노조는 꺼려하고 있다.

### 외국인법과 피난민법 개정
외국인법과 피난민법에서 수많은 개혁, 수정할 부문 중 정부연정 계약에는 특히 다음의 두 가지 안이 중요하게 다루어지고 있다. 외국인들이 취업할 경우 노동허가를 얻기 위해 아주 복잡한 법적절차를 밟아야 하는데, 일자리가 있어도(대부분 독일인이 원하지 않는) 노동허가가 없어서 취업을 못하는 경우가 많다. 특히, 이민자들을 따라오는 가족이나 피난민들이 이 경우에 해당한다. 국가는 정책상 이 실업자들에게도 사회복지 보조금을 지원해야 하므로 국가나 당사자들에게 바람직한 상황이 아니기 때문에 법 수정을 하고 있으나, 노동시장과 관련된 예민한 문제이므로 정부도 조심스럽게 개혁을 추진하고 있다. 독일에 거주하는 피난민 중 많은 사람들이 독일에 이미 10년 이상을 거주하며 가족도 있고, 원래 고향으로 돌아가는 것이 힘들 경우가 많다(베트남 난민들). 이들은 3~6개월마다 체류 연장을 위해 심한 고통을 받고 있었다. 그러나 이제는 생계수입이 있고 의료보험에 가입되어있으면, 1년간의 체류허가를 받을 수 있게 되었다.

### 외국인 동화정책을 위한 행정기관
외국인 수임관(Auslaenderbeauftragte), 다문화국 연방, 주정부 및 시의 행정부에는 외국인들의 동화정책을 위한 부처가 있으며, 이들의 주 업무는 이민자들과 관련된 제반문제에 대해 정책수립과 홍보 활동이다. 이 부처는 다른 행정부처와는 달리 정치적 성격을 띠고 있고, 의회나 매스컴에서 정치적 발언을 하기도 한다.

## 인종차별주의 및 극우주의 동화정책의 걸림돌
이민자들이 독일 사회에서 거부, 배척을 당하면서 동화하는데 제일 큰 걸림돌은 사회 전체에 직∙간접적으로 나타나는 인종차별주의와 극우주의이다. 그 동안 독일 사회의 밑바닥에 깔려 있던 것이 통일 후 이민자에 대한 과격한 폭력행위의 형태로 표면화되기 시작했다. 극우파의 폭력행위는 1982년에 80건에서, 1990년에 309건, 2000년에 998 건으로 지난 20년간 12배 이상으로 증가하였다. 특히. 동독에는 극우파들이 잘 조직되어 있어 어느 도시에선 이민자들이 저녁에는 거리에 나가는 걸 꺼려하고 있다. 일부 전문가들은 동독의 극우파가 서독의 민주주의 구조를 위협할 수 있을 정도로 잘 조직되어 있다고 경고하고 있다. 한 조사에 따르면, 외국인이 아주 적은 동독에서는 (큰 도시에는 약 1~3%가 외국인임) 청년들의 71%가 독일에 외국인이 너무 많다는 의견에 동의하고 있어 인종차별주의나 그에 따른 폭력행위는 외국인 수가 많고 적고와는 무관하다는 것을 의미하고 있다. 또한, 독일은 히틀러 시대 (1933-1945) 600만의 유태인과 50만의 집시족을 학살하고, 3백만 명의 소련군을 죽였으며, 외국인 노동자를 강제 징용한 역사적 경험이 있으며, 이 잘못된 과거 청산 문제는, 독일 사회에 아직도 중요한 현안으로 남아있다. 이런 역사적 경험과 정치상황으로 인해 많은 민주시민들이 이민자들과 연대하여 일하고 있다. 독일 정부도 구 나치 추종자들과 신 극우파들이 조직적인 연계관계를 만들기 시작하면서부터 경각심을 갖기 시작했다. 결국 2000년 말 극우 정당인 민족민주당(NPD)을 금지시키자는 내무부장관의 제안이 국회에서 통과되었고, 금년 1월에 연방헌법재판소에 금지신청을 하였다. 또한, 독일 정부는 2001년에 청소년들 사이에 퍼져 있는 인종차별주의와 극우주의를 타파하기 위한 프로그램에 6천 5백만 마르크를 투자하기도 했다. 인종차별주의자들은 독일을 단일 민족으로 간주하고 독일의 유일한 혈통을 주장하지만, 이것은 역사적 근거가 전혀 없는 망상이다. 독일 사회는 언제나 다민족, 다문화 사회였다. 독일 역사를 보면, 항상 민족 이동이 있었고 여러 민족이 섞여 살아왔다. 가령, 로마 제국 패망 후 많은 로마 군인들은 본국으로 귀환하지 않고 독일에 잔류했고, 이후 여러 차례에 걸쳐 슬라브 족, 켈트 족, 츠에브 족, 게르만 족들이 독일 영내로 이동해 왔다. 즉, 지금의 독일 민족은 혼합 민족이다. 또한, 독일 문화 역시 끊임없이 외래문화(이태리, 유태인, 후게노트, 그리스 등)의 영향을 받으며 발전해 왔다. 이와 같은 엄연한 역사적 사실에도 불구하고 단일 민족이라는 허상이 많은 독일인 의식 속에 자리 잡고 있으며 다른 민족보다 우월하다는 인종차별주의가 뇌리에 깊이 박혀있다. 혈통의 우수성을 주장하는 독일인들의 사고는 독일의 법률과 이민 정책에도 반영되고 있다. 300년 전에 러시아로 이민 간, 물론 독일어나 독일의 역사와 문화에 대해 무지한, 독일계 교포들이(Aussiedler)다시 독일로 돌아오는 경우 즉시 독일인으로 간주되어 모든 특권을 받고 있다. 반면, 독일에서 태어나 독일어를 모국어로 하고, 독일 문화에 익숙하며, 독일이 고향인 이민자 가족은 거주한지 40년이 지나도 외국인으로 취급되고 있다.

## 독일의 이민법

### 노동이민의 완화
-독일은 생물공학이나 정보, 통신공학 등 분야의 국제적인 경쟁력에서 자국 내 고급인력과 전문가들로는 부족한 상황에 이르게 되었다. 따라서 나날이 심화되어 가는 국제적 경쟁력에서 뒤지지 않기 위해 1973년 이후 일반적으로 중지하였던 외국인 노동력의 유입을 완화하는 내용의 이민 법안이 2004년 채택되었다. 이는 독일이 현재 사화고령화와 출산율 저하 등으로 노동인구는 감소하는 추세이고 또한 국제화시대에 필요한 고급 전문 인력은 부족한 상황이므로 외국인 전문 인력의 취업체류와 이민에 대한 합법적 기반을 제공하고 외국 유학생들이 학위를 마치고 일정기간 동안 독일에서 일자리를 찾을 수 있는 기회를 주게 된 것이다.
그동안 체류연장과 노동허가를 각기 관할 외국인관청과 노동청에서 분리하여 개별적으로 처리하여 왔으나 2005년 1월부터는 동시에 일률적인 행정절차에 따라 처리, 발급되게 된다. 즉, 취업을 위해 체류허가의 변경을 신청하면 노동허가의 소지를 요구하여 외국인관청에서 노동청으로, 노동허가를 신청하면 우선 체류자격의 변경을 받아오라고 다시 외국인관청으로 미루던 종전의 이중허가제도가 일원화되어 외국인관청에 취업비자를 신청함과 동시에 자동적으로 노동허가가 발급되게 된다.
또한 독일에서 대학을 졸업한 외국학생들에게 취업을 위한 별도의 체류허가를 1년간 허용할 수 있도록 규정하고 있으며 노동행정부서의 승인조건 하에 외국인 유학생에게 허용할 수 있도록 되었다.
예외적으로 우수한 학자(대졸이상의 과학자, 엔지니어, 연구원)나 IT전문가들에게는 처음부터 무기한 체류허가 즉, 영주허가가 교부되며, 중간수준의 전문인력의 경우에는 독일인 또는 유럽연합국 국민이 구직을 희망할 경우 이들에게 우선권을 주고 적절한 인력을 구하지 못할 경우에 한해 체류허가를 발급하도록 하고 있다.

### 동화정책
- 이민법의 핵심으로 일컬어지는 이민자들의 독일 사회에로의 동화정책은 연방정부 및 각 주정부가 그 경비를 부담하는 통합교육프로그램으로 이러한 언어 및 (문화)동화코스에 불참하거나 참여가 소극적일 경우 10%의 사회보장비 감면과 체류허가의 연장 불가라는 극단적이라 할 수 있는 제재조치를 취할 수 있으며, 또한 이미 독일 내에 장기간 체류하고 있는 외국인들을 "사회동화가 요구되는 대상"으로 구분하여 상기과정에 의무적으로 참가하도록 하고 있다.

### 난민과 망명자 범위의 확대
- 현재 적용되고 있는 규정보다 인도주의적인 면에서의 개선과 전쟁난민의 보호에 중점을 두어 앞으로는 성차별로 인해 신변의 위협을 느끼며 추적을 받고 있는 도피자에게도 제네바난민협정에 따라 난민으로서의 지위를 인정하고 체류허가를 발급하도록 하고 있다.
또한 정황의 참작이 고려되는 미묘한 사안의 경우에는 정상참작구제책을 통해 기한부 체류가 허가된다.
그리고 난민이나 망명자들에게 3개월마다 교부되던 체류허가명인 체류용인은 폐지되고, 연방 이주나 난민청에서 해당인의 신청에 하자가 없고 출국의 장애를 인정하는 경우 취업도 가능한 체류허가를 교부한다.

### 치안관련규정의 강화
- 외국인테러리스트와 극단주의자들에 대한 치안불안 요인을 감소시키기 위해 입국, 감시감독, 추방 관련규정이 대폭 강화되어 집행유예 없는 구류형을 선고받은 인신매매범의 경우 즉각 추방되며, 이른바 "정신적 방화자"나 테러용의자, 정치범들은 추방을 용이하도록 법적으로 규정하고 있다.
또한 독일국적의 취득이나 무기한 영주허가의 교부절차에 있어 신청인이 헌법준수사항에 대한 사전조회가 실시되며, "실제사실에 근거한 위험예상"의 경우 연방주들과 연방정부는 각자에게 재량권으로 부여된 추방규정에 따라 추방시킬 수 있도록 하고 있다. 기시당과 녹색당에서 거부하였던 "외국인 블랙리스트"의 전산화를 도입하여 2006년까지 EU차원에서 관렴지침이 마련되지 않을 경우 내부적으로 이를 비자 발급 시 활용하도록 하고 있어 앞으로 입국비자의 발급을 위해 외국인을 독일로 초청하는 자의 경우에도 전산입력이 되게 된다.

2005년부터 발효된 독일 이민법은 독일이 이민국임을 인정하며 오랜 기간 지속해 온 이주정책을 획기적으로 전환할 것으로 주목받고 있다. 인구감소와 복지국가 축소의 위기, 지구화시대의 경쟁체제 상황에서 부족한 전문인력 도입의 불가피성은 이주민들의 통합과 국적 취득을 더 이상 미룰 수 없게 한 배경이다.
이민법에 의해 새롭게 조직된 통합정책은 ‘지원과 요구’의 원칙에 따라 국가가 이주민들에게 언어강좌를 제공하는 한편, 이주민들은 언어습득의 의무를 이행하도록 하였다. 또한 언어시험을 실시하여 그 성과를 평가, 체류허가의 조건이 되게 하였다. 이를 통해 수용국이 원하는 이주민을 선발하고, 원하지 않는 이주민을 배제할 수 있는 근거를 갖추게 된 것이다. 이러한 경향은 유럽연합의 이민통합정책을 근거로 최근에 이주민 통합정책을 재조정한 네덜란드, 오스트리아, 프랑스에서도 공통적으로 나타난다.
지구화시대 세계시민권을 주장하며 다문화주의사회 발전을 지향하던 지성사의 흐름은 활발한 국제이주의 문제에 대한 ‘통합’이라는 명목의 정책 개입을 가능하게 했다. 그러나 21세기 들어 급격하게 반테러주의와 반이슬람주의로 반전된 분위기는 이주민의 동화 또는 배제를 통합정책의 목적으로 정당화시키고 있다. 독일의 이민법과 통합정책은 인종차별적 강제징용과 외국인노동자 귀국 촉진 등의 이주정책 역사를 바꾸기 위한 일정한 전환의 계기를 마련하기는 했지만 여전히 이주민에 대한 민족차별적인 지속성을 보이고 있다.

## 이민자를 위한 문화예술 정책
유럽의 대부분 국가들이 그러하듯 독일도 제 2차 세계대전 이후 적극적으로 이민을 받아들이면서 한국에 비해 정착화 된 다문화 사회를 이루고 있다. 독일정부와 연방주는 '문화'라는 아이콘을 내세워 문화편견을 줄이기 위해 다민족의 문화를 포용하는 지속적인 총체적 사회융합 정책을 펼치고 있다. 매년 외국인을 바라보는 독일인과 이민자 자신들의 시작적인 인식도 많이 달라지고 있고 다른 국가들로부터 나름 성공적인 이민 정책임을 인정받고 있다. 그럼에도 불구하고 일부에서는 여전히 독일문화에 대한 기본적 이해를 가진 이민자들을 수용하고자 하는 집단과 이를 국가 이기주의로 단정하고 거부하는 집단 사이에 첨예한 대립 각을 세우고 있는 것도 안타까운 사실이다. 독일은 문화적 차이를 '다름'이 아닌 '특성' 또는 '개성'으로 승화시키기 위한 인식변화를 위해 어릴 때부터 다양한 문화예술교육을 체험할 수 있는 기회를 제공한다. 독일 이민자들과 지역 사회 간의 보이지 않는 간격까지 줄여야 한다는 이민자 정책의 중요성이 부각되는 이유가 바로 여기에 있다

### 프랑크푸르트 다문화 지원정책 관련 행사
프랑크푸르트에는 현재 약 350여개의 이민자 단체를 중심으로 다양한 문화예술 프로그램들이 진행되고 있다. 독일 이민자들 중 가장 많은 수를 차지하고 있는 터키인들의 모임에서부터 한국 문화센터에 이르기까지 국적만해도 50여개가 넘는다. 이 중심에는 이들 단체들을 하나로 아우르고 12년째 든든한 지원자로서의 역할을 충실히 해내고 있는 기관인 프랑크푸르트 다문화지원센터Amt fὒr multikulturelle Angelegenheiten, 이하 AMKA가 있다. AMKA에서는 매년 이민자 단체들이 개최하는 100~150개 가량의 프로젝트와 행사들을 재정적으로 지원하고 있다. 1989년 설립된 이 기관은 베를린 못지않게 다양한 민족들이 함께 살아가고 있는 독일 금융의 중심지인 프랑크푸르트에 세워졌다. 이미 인구의 큰 비중을 차지하는 이민자들의 문화를 존중하고, 함께 살아가는 국제사회로 나아가기 위해 시민들의 이해를 돕고자 만들어졌다. 설립 취지에 따라 단체가 주관하는 어학코스뿐만 아니라 프랑크푸르트에서 활동하고 있는 예술가들과 문화예술관련 단체들이 함께 기획한 크고 작은 다양한 행사도 함께 후원하고 있다. 이러한 활동의 일환으로 프랑크푸르트 극단이 중심이 되어 매년 개최하고 있는 문화 퍼레이드 Parade der Kulturen을 좋은 예로 꼽을 수 있다. 올해로 8회째를 맞는 문화 퍼레이드는 매년 6월 말에 개최되는데, 2010년 제 7회 문화 퍼레이드 행사는 최다 방문객을 유치하면서 이 행사에 대한 일반인과 이민자들의 관심이 얼마나 높은지 다시 한 번 확인시켰다. 2010년 당시 문화, 스포츠 그리고 이민자 단체들이 동원된 약 1500명의 참가자들이 행사에 참여했는데 전체 방문객 수만 해도 75,000명이 넘어 10년이 채 되지 않은 개최 횟수에도 불구하고 프랑크푸르트를 대표하는 문화행사로 자리 잡았다. 2010년 퍼레이드 행사에 참여한 70여 개의 단체들 중 개성 넘친 팀에는 청소년 및 아동부문과 일반일 부분으로 나누어 수상의 기회도 주어졌다.
문화 퍼레이드로 포문을 연 프랑크푸르트의 대단위 문화행사는 매년 가을에는 장장 3주간에 걸쳐 열리는 문화축제주간에까지 이어진다. 올해 10월 23일에서 11월 12일까지 열리는 프랑크푸르트 문화축제는 각 이민단체들이 준비한 문화행사다. 이와 함께 문화전달 세미나 및 행사들이 열려 타문화에 대한 일반인들의 이해를 높이고 독일에서 이민자로 살아가는 것에 대한 넓은 공감의 장을 선보인다. 3주간의 행사에서는 이민정책에 대한 공개 토른을 비롯해 단체별로 진행 중인 문화예술 프로젝트 소개와 의견을 나누는 세미나 및 단체들을 위한 재정적 지원 방법 등에 이르는 심도 있는 토론도 열릴 예정이다. 프랑크푸르트에 거주하고 있는 시민이라면 누구라도 참여 가능하고 각 단체들은 다양한 프로그램들도 직접 기획하고 소개할 수 있다.